# Huernia barbata
Huernia barbata là một loài thực vật có hoa trong họ La bố ma. Loài này được (Masson) Haw. mô tả khoa học đầu tiên năm 1812.